# Campionatul Mondial de Fotbal 1954
Campionatul Mondial de Fotbal 1954 a fost cea de-a cincea ediție a celei mai importante competiții la care participă echipe naționale din toată lumea, ediție ce s-a desfășurat în Elveția.

## Rezultate

### Prima rundă

#### Grupa 1

Stadionul Wankdorf

| Echipă     | Pld | W | D | L | GF | GA | Pts |
| ---------- | --- | - | - | - | -- | -- | --- |
| Brazilia   | 2   | 1 | 1 | 0 | 6  | 1  | 3   |
| Iugoslavia | 2   | 1 | 1 | 0 | 2  | 1  | 3   |
| Franța     | 2   | 1 | 0 | 1 | 3  | 3  | 2   |
| Mexic      | 2   | 0 | 0 | 2 | 2  | 8  | 0   |

| Brazilia                                         | 5 – 0  | Mexic |
| ------------------------------------------------ | ------ | ----- |
| Baltazar 23' Didi 30' Pinga 34', 43' Julinho 69' | Raport |       |

| Iugoslavia      | 1 – 0  | Franța |
| --------------- | ------ | ------ |
| Milutinović 15' | Raport |        |

| Brazilia | 1 – 1 (d.p.) | Iugoslavia |
| -------- | ------------ | ---------- |
| Didi 69' | Raport       | Zebec 48'  |

| Franța                                          | 3 – 2  | Mexic                     |
| ----------------------------------------------- | ------ | ------------------------- |
| Vincent 19' Cárdenas 49' (o.g.) Kopa 88' (pen.) | Raport | Lamadrid 54' Balcázar 85' |

#### Grupa 2
| Echipă           | Pld | W | D | L | GF | GA | Pts |
| ---------------- | --- | - | - | - | -- | -- | --- |
| Ungaria          | 2   | 2 | 0 | 0 | 17 | 3  | 4   |
| Germania de Vest | 2   | 1 | 0 | 1 | 7  | 9  | 2   |
| Turcia           | 2   | 1 | 0 | 1 | 8  | 4  | 2   |
| Coreea de Sud    | 2   | 0 | 0 | 2 | 0  | 16 | 0   |

| Germania de Vest                                | 4 – 1  | Turcia  |
| ----------------------------------------------- | ------ | ------- |
| Schäfer 14' Klodt 52' O. Walter 60' Morlock 84' | Raport | Suat 2' |

| Ungaria                                                                     | 9 – 0  | Coreea de Sud |
| --------------------------------------------------------------------------- | ------ | ------------- |
| Puskás 12', 89' Lantos 18' Kocsis 24', 36', 50' Czibor 59' Palotás 75', 83' | Raport |               |

| Ungaria                                                            | 8 – 3  | Germania de Vest                |
| ------------------------------------------------------------------ | ------ | ------------------------------- |
| Kocsis 3', 21', 67', 78' Puskás 17' Hidegkuti 50', 54' J. Tóth 73' | Raport | Pfaff 25' Rahn 77' Herrmann 81' |

| Turcia                                                 | 7 – 0  | Coreea de Sud |
| ------------------------------------------------------ | ------ | ------------- |
| Suat 10', 30' Lefter 24' Burhan 37', 64', 70' Erol 76' | Raport |               |

##### Play-Off
| Germania de Vest                                                  | 7 – 2  | Turcia                 |
| ----------------------------------------------------------------- | ------ | ---------------------- |
| O. Walter 7' Schäfer 12', 79' Morlock 30', 60', 77' F. Walter 62' | Raport | Mustafa 21' Lefter 82' |

#### Grupa 3
| Echipă       | Pld | W | D | L | GF | GA | Pts |
| ------------ | --- | - | - | - | -- | -- | --- |
| Uruguay      | 2   | 2 | 0 | 0 | 9  | 0  | 4   |
| Austria      | 2   | 2 | 0 | 0 | 6  | 0  | 4   |
| Cehoslovacia | 2   | 0 | 0 | 2 | 0  | 7  | 0   |
| Scoția       | 2   | 0 | 0 | 2 | 0  | 8  | 0   |

| Uruguay                   | 2 – 0  | Cehoslovacia |
| ------------------------- | ------ | ------------ |
| Míguez 72' Schiaffino 81' | Raport |              |

| Austria    | 1 – 0  | Scoția |
| ---------- | ------ | ------ |
| Probst 33' | Raport |        |

| Uruguay                                               | 7 – 0  | Scoția |
| ----------------------------------------------------- | ------ | ------ |
| Borges 17', 47', 57' Míguez 30', 83' Abbadie 54', 85' | Raport |        |

| Austria                               | 5 – 0  | Cehoslovacia |
| ------------------------------------- | ------ | ------------ |
| Stojaspal 3', 70' Probst 4', 21', 24' | Raport |              |

#### Grupa 4
| Echipă  | Pld | W | D | L | GF | GA | Pts |
| ------- | --- | - | - | - | -- | -- | --- |
| Anglia  | 2   | 1 | 1 | 0 | 6  | 4  | 3   |
| Elveția | 2   | 1 | 0 | 1 | 2  | 3  | 2   |
| Italia  | 2   | 1 | 0 | 1 | 5  | 3  | 2   |
| Belgia  | 2   | 0 | 1 | 1 | 5  | 8  | 1   |

| Elveția               | 2 – 1  | Italia        |
| --------------------- | ------ | ------------- |
| Ballaman 18' Hügi 78' | Raport | Boniperti 44' |

| Anglia                              | 4 – 4 (d.p.) | Belgia                                         |
| ----------------------------------- | ------------ | ---------------------------------------------- |
| Broadis 26', 63' Lofthouse 36', 91' | Raport       | Anoul 5', 71' Coppens 67' Dickinson 94' (o.g.) |

| Italia                                                   | 4 – 1  | Belgia    |
| -------------------------------------------------------- | ------ | --------- |
| Pandolfini 41' (pen.) Galli 48' Frignani 58' Lorenzi 78' | Raport | Anoul 81' |

| Anglia                 | 2 – 0  | Elveția |
| ---------------------- | ------ | ------- |
| Mullen 43' Wilshaw 69' | Raport |         |

##### Play-Off
| Elveția                               | 4 – 1  | Italia    |
| ------------------------------------- | ------ | --------- |
| Hügi 14', 85' Ballaman 48' Fatton 90' | Raport | Nesti 67' |

### Faza eliminatorie
|  | Sferturi de finală  | Sferturi de finală |                     |         | Semifinale  | Semifinale  |  |  | Finala           | Finala |
|  |                     |                    |                     |         |             |             |  |  |                  |        |
|  | 27 iunie - Berna    |                    |                     |         |             |             |  |  |                  |        |
|  |                     |                    |                     |         |             |             |  |  |                  |        |
|  | Brazilia            | 2                  |                     |         |             |             |  |  |                  |        |
|  | Brazilia            | 2                  | 30 iunie – Lausanne |         |             |             |  |  |                  |        |
|  | Ungaria             | 4                  |                     |         |             |             |  |  |                  |        |
|  | Ungaria             | 4                  | Ungaria (d.p.)      | 4       |             |             |  |  |                  |        |
|  | 26 iunie - Basel    |                    | Ungaria (d.p.)      | 4       |             |             |  |  |                  |        |
|  |                     | Uruguay            | 2                   |         |             |             |  |  |                  |        |
|  | Uruguay             | Uruguay            | 2                   | 4       |             |             |  |  |                  |        |
|  | Uruguay             |                    | 4 iulie – Berna     | 4       |             |             |  |  |                  |        |
|  | Anglia              | 2                  |                     |         |             |             |  |  |                  |        |
|  | Anglia              | 2                  | Ungaria             | 2       |             |             |  |  |                  |        |
|  | 27 iunie – Geneva   |                    | Ungaria             | 2       |             |             |  |  |                  |        |
|  |                     | Germania de Vest   | 3                   |         |             |             |  |  |                  |        |
|  | Iugoslavia          | Germania de Vest   | 3                   | 0       |             |             |  |  |                  |        |
|  | Iugoslavia          | 30 iunie - Basel   |                     | 0       |             |             |  |  |                  |        |
|  | Germania de Vest    | 2                  |                     |         |             |             |  |  |                  |        |
|  | Germania de Vest    | 2                  | Germania de Vest    | 6       | Finala mică | Finala mică |  |  |                  |        |
|  | 26 iunie - Lausanne |                    | Germania de Vest    | 6       | Finala mică | Finala mică |  |  |                  |        |
|  |                     | Austria            | 1                   |         |             |             |  |  |                  |        |
|  | Austria             | Austria            | 1                   | 7       | Uruguay     | 1           |  |  |                  |        |
|  | Austria             |                    |                     | 7       | Uruguay     | 1           |  |  |                  |        |
|  | Elveția             | 5                  |                     | Austria | 3           |             |  |  |                  |        |
|  | Elveția             | 5                  |                     |         | 3           |             |  |  |                  |        |
|  |                     |                    |                     |         |             |             |  |  | 3 iulie - Zürich |        |
|  |                     |                    |                     |         |             |             |  |  |                  |        |

#### Sferturi de finală
| Austria                                                       | 7 – 5  | Elveția                              |
| ------------------------------------------------------------- | ------ | ------------------------------------ |
| Wagner 25', 27', 53' A. Körner 26', 34' Ocwirk 32' Probst 76' | Raport | Ballaman 16', 39' Hügi 17', 19', 58' |

| Uruguay                                         | 4 – 2  | Anglia                   |
| ----------------------------------------------- | ------ | ------------------------ |
| Borges 5' Varela 39' Schiaffino 46' Ambrois 78' | Raport | Lofthouse 16' Finney 67' |

| Brazilia                             | 2 – 4  | Ungaria                                       |
| ------------------------------------ | ------ | --------------------------------------------- |
| Djalma Santos 18' (pen.) Julinho 65' | Raport | Hidegkuti 4' Kocsis 7', 88' Lantos 60' (pen.) |

| Iugoslavia | 0 – 2  | Germania de Vest          |
| ---------- | ------ | ------------------------- |
|            | Raport | Horvat 9' (o.g.) Rahn 85' |

#### Semi-Finale
| Ungaria                                    | 4 – 2 (d.p.) | Uruguay          |
| ------------------------------------------ | ------------ | ---------------- |
| Czibor 13' Hidegkuti 46' Kocsis 111', 116' | Raport       | Hohberg 75', 86' |

| Germania de Vest                                                            | 6 – 1  | Austria    |
| --------------------------------------------------------------------------- | ------ | ---------- |
| Schäfer 31' Morlock 47' F. Walter 54' (pen.), 64' (pen.) O. Walter 61', 89' | Raport | Probst 51' |

#### Finala mică
| Uruguay     | 1 – 3  | Austria                                         |
| ----------- | ------ | ----------------------------------------------- |
| Hohberg 22' | Raport | Stojaspal 16' (pen.) Cruz 59' (o.g.) Ocwirk 89' |

#### Finala
| Ungaria             | 2 – 3  | Germania de Vest          |
| ------------------- | ------ | ------------------------- |
| Puskás 6' Czibor 8' | Raport | Morlock 10' Rahn 18', 84' |